# سودا مورتی
سوده مورتحی (به انگلیسی: Sudha Murty) معلم مهندسی هند و یک نویسنده به زبان کانادایی و انگلیسی است.
سوده مورتی فعالیت حرفه ای خود را به عنوان یک دانشمند کامپیوتر و مهندس آغاز کرد. او رئیس بنیاد اینفوسیس و عضو ابتکارات مراقبت‌های بهداشتی بنیاد گیتس (قدرتمندترین بنیاد خیریه خانوادگی جهان) است. وی چندین یتیم خانه را تأسیس کرده‌است، در تلاش‌های توسعه روستایی شرکت کرده‌است، از این جنبش پشتیبانی کرده تا کلیه مدارس دولتی کارناتاکا دارای رایانه و کتابخانه باشد و «کتابخانه کلاسیک مورتی هند» را در دانشگاه هاروارد (دانشگاه خصوصی واقع در ماساچوست آمریکا) تأسیس کرد. مورتی در یک اقدام جسورانه برای معرفی رایانه و کتابخانه به مدارس هند معلم رایانه شد. وی «جایزه بهترین معلم» را در سال ۱۹۹۵میلادی از Rotary Club در بنگلور دریافت کرد. مورتی بیشتر به خاطر کارهای اجتماعی و سهم خود در ادبیات به زبان کانادایی و انگلیسی شناخته شده‌است. Dollar Sose (انگلیسی: Dollar Daughter- In -Law)، رمانی که در ابتدا توسط او در کانادا تألیف شده و بعداً با عنوان Dollar Bahu به انگلیسی ترجمه شده‌است ، در سال ۲۰۰۱میلادی به عنوان یک سریال نمایشی تلویزیونی توسط Zee TV اقتباس شد. سوده مورتی همچنین در فیلم مراتی Pitruroon و فیلم کانادایی Prarthana بازی کرده‌است؛ او همچنین در فصل ۱۱ بازی Kaun Banega Crorepati حضور یافته‌است و در قسمت آخر هفته Karamveer حضور دارد.

## سنین جوانی و تحصیل
سودا مورثی در ۱۹ اوت سال۱۹۵۰ میلادی در شیگایون کارناتاکا در هند متولد شد؛ پدر او یک دکتر جراح بود. او توسط والدین و مادربزرگ‌هایش بزرگ شد.. این تجربیات کودکی او باعث این شد که او کتاب چگونه مادربزرگم به خواندن آموخت و داستان‌های دیگر را بنویسد. مورتی موفق به اخذ مدرک مهندسی برق و الکترونیک از دانشکده مهندسی و تکنولوژی BVB (که امروزه با عنوان دانشگاه تکنولوژی KLE شناخته می‌شود) شد، او در کلاس خود رتبه اول را به دست آورد و مدال طلا را از رئیس وزریر کارناتاکا گرفت. مورتی تحصیلاتش را در رشته کامپیوتر از انستیتوی علوم هند به اتمام رساند و بازهم در کلاس خود اول شد و اینبار و مدال طلا از انستیتوی مهندسان هند دریافت کرد.

## حرفه
سوده مورتی اولین مهندس زنی بود که در بزرگترین کمپانی تولید اتومبیل هند (تاتا موتورز) استخدام شد؛ او به عنوان مهندس توسعه در پونه به این شرکت ملحق شد و سپس در بمبئی و جمشید پور نیز کار کرد. او کارت پستالی به رئیس شرکت نوشته بود که از تعصب جنسیتی «فقط مردان» در TELCO شکایت داشت. در نتیجه به او مصاحبه ویژه داده شد و بلافاصله استخدام شد. او بعداً به عنوان تحلیلگر ارشد سیستم، به گروه صنایع والچند در پون پیوست.
در سال ۱۹۹۶، او بنیاد اینفویس را آغاز کرد و تا به امروز معتمد بنیاد اینفویس و استاد بازدید کننده در مرکز PG از دانشگاه بنگلور است. او همچنین در دانشگاه مسیح تدریس می‌کرد؛ وی کتاب‌های زیادی را نگاشته و منتشر کرده‌است که از این میان دو کتاب سفرنامه، دو کتاب فنی، شش رمان و سه کتاب آموزشی را می‌توان نام برد.
دو مؤسسه آموزش عالی، ساختمان HR Kadim Diwan، بخش علوم کامپیوتر و مهندسی (CSE) در IIT Kanpur و کتابخانه ملی یادبود Narayan Rao Melgiri در NLSIU , هر دو توسط بنیاد اینفویس وقف و افتتاح شدند.

## جوایز

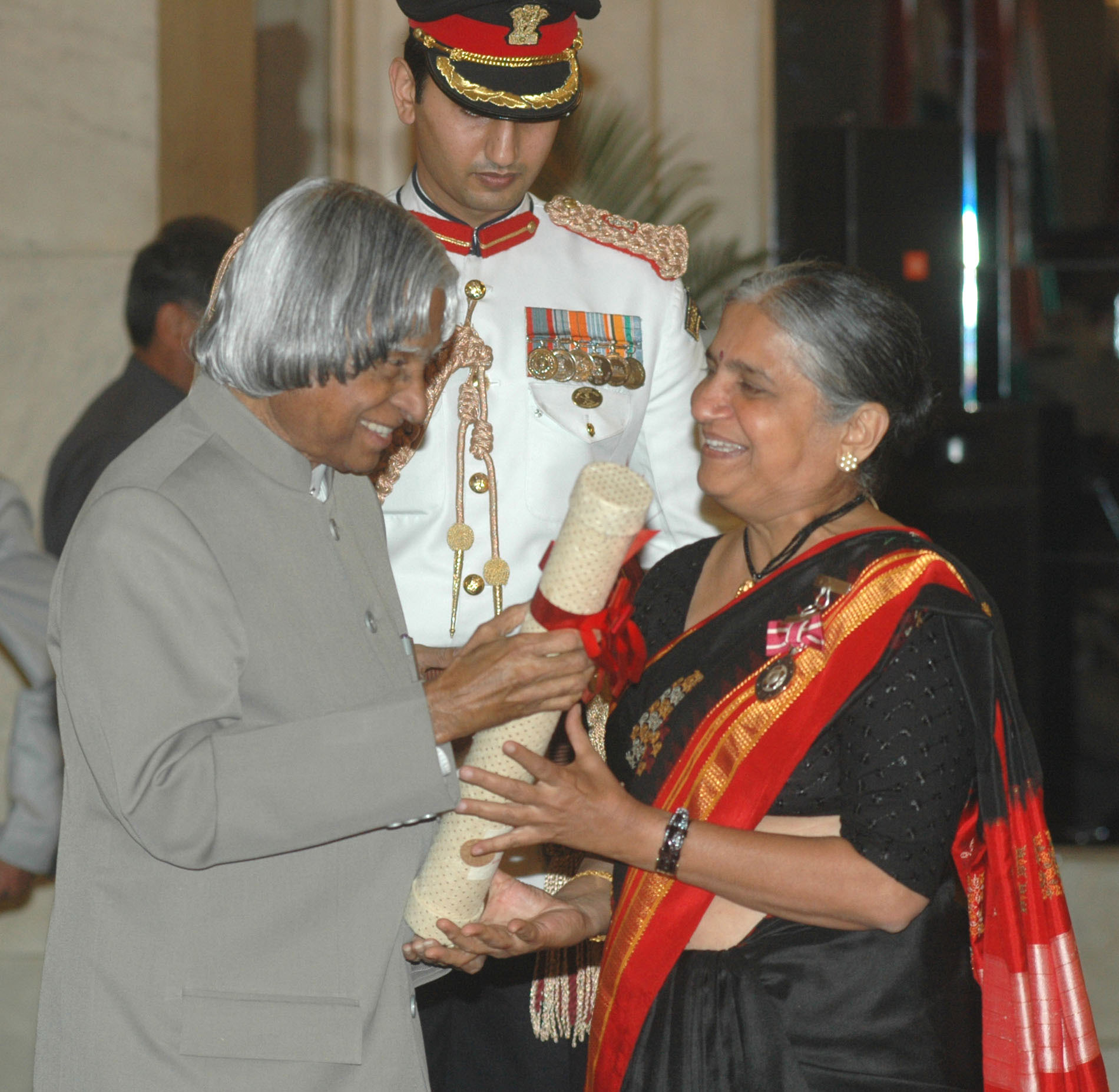
رئیس‌جمهور، دکتر APJ عبدال کالام، جایزه پادما شری را به دکتر سودا مورتی تقدیم می‌کند.

- مدال طلا از انستیتوی مهندسان هند، به دلیل کسب مقام اول در M.Tech. از همه شاخه‌های مهندسی
- مدال طلای وزیر ارشد کارناتاکا، سری دیواراج اورس، برای کسب بالاترین امتیاز در BE از همه دانشگاه‌های مهندسی کارناتاکا
- جایزه نقدی به دلیل تضمین بالاترین امتیاز در SSLC
- جایزه CS Desai برای اولین بار در امتحانات دانشگاه کارناتاکا
- جایزه بخش خدمات جوانان از دولت کارناتاکا به دلیل داشتن دانشجوی برجسته مهندسی کارناتاکا
- ۱۹۹۵: جایزه بهترین معلم سال ۱۹۹۵ از باشگاه روتاری بنگالورو
- جایزه ملی انجمن روابط عمومی هند به دلیل خدمات اجتماعی برجسته به جامعه
- جایزه "Attimabbe" برای کتاب فنی خود در کانادا (Shaale Makkaligagi Computer _ به معنی رایانه برای کودکان مدرسه)
- جایزه خدمات عالی اجتماعی توسط Rotary South - Hubli
- ۲۰۰۰: جایزه دولتی 'کارناتاکا راجیوتسوا' برای سال ۲۰۰۰، برای موفقیت در زمینه ادبیات و کار اجتماعی
- ۲۰۰۱: جایزه Ojaswini برای کارهای عالی اجتماعی در سال ۲۰۰۰
- جایزه "هزاره ماهیلا شیرومنی"
- ۲۰۰۴ جایزه راجا-لاکشمی توسط بنیاد سری رجا-لاکشمی در چنای
- ۲۰۰۶: او همچنین جایزه ادبیات RK Narayana را دریافت کرد.
- ۲۰۱۱: به Murthy LL افتخاری اعطا شد. د (دکتر قانون) درجه خود را برای کمک به ارتقاء آموزش رسمی و بورس تحصیلی در هند دریافت می‌کند.[۱۳]
- ۲۰۱۳: جایزه Basava Shree-2013 به دلیل مشارکت آنها در جامعه در سالن اجتماعات دانشکده پزشکی Basaveshwara به Narayan Murthy & Sudha Murthy اهدا شد. جایزه Basava Shree شامل یک پلاک و یک چک از ۵ لخ است، سودا مورتی جایزه را به یک پرورشگاه اداره شده توسط یک موته تحویل داده‌است.[۱۴]
- 2018: Murthy جایزه دستاورد زندگی را در جوایز کتاب Crossword-Raymond دریافت کرد.
- ۲۰۱۹: سوده مورتی جایزه «همیه-کانادیگا» را از تلویزیون دریافت کرد.
- 2019: IIT Kanpur مدرک افتخاری خود را (Honoris Causa) دکترای علوم اعطا کرد.[۱۵]

## زندگی شخصی
سوده مورتی با NR Narayana Murthy ازدواج کرد در حالی که به عنوان مهندس در TELCO در پونه کار می‌کرد. این زوج دارای دو فرزند آکشاتا و روهان هستند. دخترش Akshata با ریشی سوناک، همکلاسی اش از استنفورد، هندی بریتانیایی ازدواج کرد. او شریک زندگی در یک صندوق پرچین درگیر در امور خیریه در انگلیس است.
در مصاحبه با مجله Filmfare، خانم مورتی گفت: "من ۵۰۰ دی وی دی دارم که در سینمای خانگی تماشا می‌کنم. من یک فیلم را در کل می‌بینم - جهت آن، ویرایش … همه جنبه‌ها. مردم من را به عنوان یک مددکار اجتماعی می‌شناسند، به عنوان یک نویسنده … اما هیچ کس من را به عنوان یک فیلم بزرگ سینمایی نمی‌شناسد. به همین دلیل خوشحالم که این مصاحبه را با Filmfare انجام دادم. " این سینوس که حتی در ۳۶۵ روز به اندازه تماشای ۳۶۵ فیلم رفته بود، گفت: "من واقعاً می‌توانستم روزنامه نگار فیلم باشم. من هرگز از فیلم بی حوصله نمی‌شوم! " در مراسم نصب روسای سازمان بانوان Ficci (FLO)، مورتی گفت توصیه ای را که وی هنگام ترک کار از JRDTata انجام داد برای کمک به همسرش Narayana Murthy برای راه اندازی شرکت Infosys که زندگی وی را تغییر داده‌است، دریافت کرد. به او گفت که بخاطر داشته باشد که هیچ‌کس مالک پول نبود. "شما فقط متولی پول هستید و همیشه دستان شما را تغییر می‌دهد. هنگامی که موفق هستید، آن را به جامعه برگردانید که به شما آرزو کرده‌است ".

## فعالیت اجتماعی
بنیاد Infosys Murthy یک مؤسسه خیریه عمومی است که در سال ۱۹۹۶ تأسیس شد و Murthy یکی از معتمدین است. از طریق بنیاد، وی ۲۳۰۰ خانه در مناطق سیل زده ایجاد کرده‌است. کارهای اجتماعی مورتی شامل مراقبت‌های بهداشتی، آموزش، توانمند سازی زنان، بهداشت عمومی، هنر و فرهنگ و کاهش فقر در سطح جامعه می‌شود.  دیدگاه وی دربارهٔ کتابخانه برای هر مدرسه منجر به تأسیس ۷۰٬۰۰۰ کتابخانه تاکنون شده‌است. او با ساختن ۱۰٬۰۰۰ توالت عمومی و چند صد توالت در شهر بنگالورو در حال کمک به مناطق روستایی است.  وی مسئولیت حوادث طبیعی ملی مانند سونامی در تامیل نادو و اندامان، زمین لرزه در کوچ - گجرات، طوفان و طغیان در اریسا، آندرا پرادش و خشکسالی در کارناتاکا و ماهاراشترا را داشته‌است.  دولت کارناتاکا به او جایزه معتبر ادبی، "جایزه Attimabbe" - برای اثر ادبی خود را برای سال ۲۰۱۱–۲۰۱۱ اهدا کرد. 

## کتابشناسی
Murthy یک نویسنده داستانی پرکار به زبان کانادایی و انگلیسی است. او چندین کتاب، به‌طور عمده از طریق نشر پنگوئن ، منتشر کرده‌است که نظرات فلسفی خود را در مورد امور خیریه، میهمان نوازی و خود تحقق از طریق روایت‌های داستانی پشتیبانی می‌کند. برخی از کتابهای قابل توجه او در کانادا هستند دلار Sose، رونا، کاوری INDA Mekaangige, Hakkiya Teradalli, Athirikthe, Guttondu Heluve مورد. کتاب " چگونه من به مادربزرگم آموختم که بخوانمد و سایر داستان ها" و داستان‌های مورد علاقه دیگری دارد و به آرامی Falls the Bakula. فیلم مراتی پیتروون براساس داستانی از سوده مورتی ساخته شده‌است.

### کتابها
- دلار سود
- رونا
- Kaveri inda Mekaangige
- هکیا ترادالی
- Athirikthe
- گتوندو هلوو
- ماهاشوتا
- توملا
- نونیا صحاساگالو
- سامانیارلی آسامانیارو
- رایانه لوکادالی
- پریدی
- یاشاسوی
- گتوندو هلوو
- Astitva
- یریلیتادا داریالی
- Sukhesini Matu Itara Makkala Kathegalu
- مادری که هرگز نمی‌شناختم
- سه هزار بخیه
- مرد از تخم مرغ
- اینجا، آنجا، همه جا
- جادو معبد گمشده
- چگونه مادربزرگم به من خواندن آموخت و داستان‌های دیگر
- پیرمرد و خدای او
- دلار بهو
- ماهاشوتا
- خردمند و در غیر این صورت
- روزی که شیر نوشیدن را متوقف کردم
- انتقام مار
- به آرامی Falls The Bakula
- خانه کارت
- چیزی که در راه بهشت رخ داده‌است
- طبل جادویی و دیگر داستانهای مورد علاقه
- پرنده ای با بال‌های طلایی
- چگونه دریا شور شد
- پادشاه وارونه
- دختری از یک درخت آرزو
- کیسه داستان‌های مادربزرگ